# Katharinensee (Schlaubetal)
Der Katharinensee liegt östlich des Großen Müllroser Sees und südlich des Oder-Spree-Kanals in der brandenburgischen Stadt Müllrose. Der 13 Hektar umfassende, nahezu kreisrunde See befindet sich im Tal der Schlaube. Während der benachbarte Große Müllroser See (132 Hektar) zum Naturpark Schlaubetal gehört, liegt der Katharinensee außerhalb des Naturparks; die Naturparkgrenze verläuft zwischen den beiden Gewässern. Es findet sich mitunter auch die Schreibweise Catharinensee.
Als Abfluss dient ihm der Katharinengraben, über den er mit dem Oder-Spree-Kanal verbunden ist.

## Fischerei
Der See kann zum Angeln genutzt werden, es gibt vor allem Bestände von Aal, Barsch, Hecht, Karpfen, Schlei, Wels und seltener Zander. Der See darf mit Booten befahren werden, der Motorbootverkehr ist jedoch gering.

## Sonstiges
Am Südufer findet sich eine Pension, am Ostufer die Gedenkanlage für gefallene Sowjetsoldaten an der Seeallee. Ganz in der Nähe entstand die Wohnanlage Am Katharinensee, die barrierefrei und ambulant betreut ein Leben in Generationen ermöglichen soll.

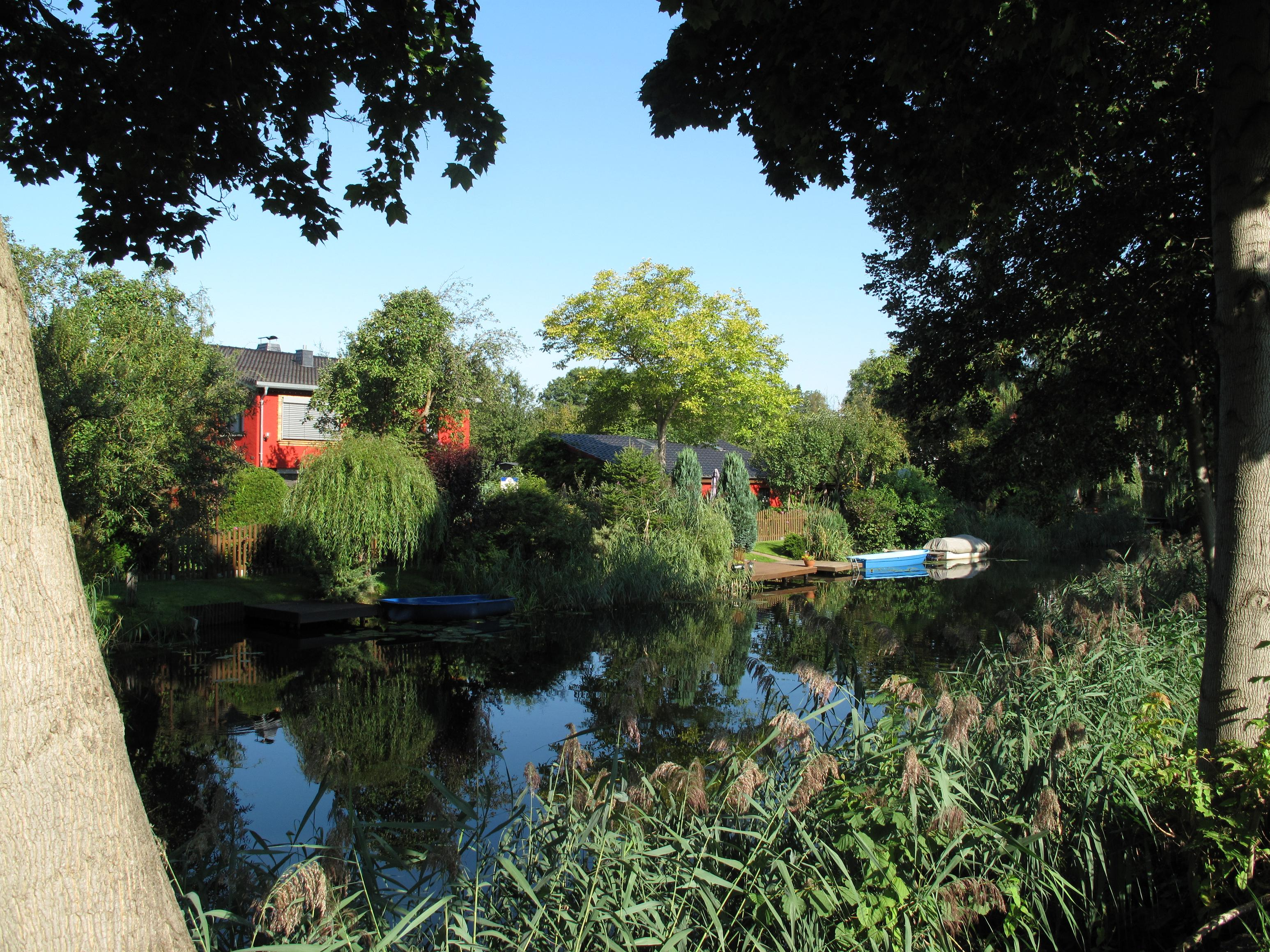
Der Katharinengraben entwässert den See zum Oder-Spree-Kanal

Der See ist in der Sagen- und Märchenwelt des Schlaubetals vertreten. Vermutlich in Erinnerung an die heute verschwundene Häsckenburg, die in Seenähe lag und Anfang April 1432 von den Hussiten zerstört wurde, rankt sich die Legende um ein einst vorhandenes Schloss, das einer sehr unbarmherzigen Besitzerin namens Katharina gehörte. Diese hätte alle Männer, die um ihre Hand anhielten, köpfen lassen, da ihr keiner gut genug erschien. In einer Unwetternacht soll ein Blitz die Nacht taghell erleuchtet haben, in diesem Moment soll das Schloss unter schrecklichem Grollen im Boden versunken und der See entstanden sein. Die Seele der Katharina wandele noch immer auf Erlösung hoffend im Schloss umher. Alle einhundert Jahre zur Johannisnacht tauche das Schloss aus den Fluten auf und sie wandele am Ufer. Dem Mann, der sie nun nehmen würde, würde sie den Schlüssel zur Schatzkammer überreichen, damit er sich seine Belohnung nehmen kann.
Tatsächlich berichteten Fischer seit Jahrhunderten über Funde an und im See, die auf einstige Bewohner dort schließen lassen.